# Kanton Nevers-2
Der Kanton Nevers-2 ist seit 2015 ein französischer Wahlkreis im Arrondissement Nevers im Département Nièvre und in der Region Bourgogne-Franche-Comté; sein Hauptort ist Nevers.

## Gemeinden
Der Kanton besteht aus vier Gemeinden und Gemeindeteilen mit insgesamt 11.209 Einwohnern (Stand: 1. Januar 2022) auf einer Gesamtfläche von 77,91 km²:
| Gemeinde           | Einwohner 1. Januar 2022 | Fläche km² | Dichte Einw./km² | Code INSEE | Postleitzahl |
| ------------------ | ------------------------ | ---------- | ---------------- | ---------- | ------------ |
| Magny-Cours        | 1.417                    | 31,87      | 44               | 58152      | 58470        |
| Nevers             | 6.082                    | 4,71       | 1.291            | 58194      | 58000        |
| Saint-Éloi         | 2.220                    | 16,45      | 135              | 58238      | 58000        |
| Sermoise-sur-Loire | 1.490                    | 24,88      | 60               | 58278      | 58000        |
| Kanton Nevers-2    | 11.209                   | 77,91      | 144              | 5812       | –            |

1. ↑   Nur der östliche Teil der Gemeinde, der Rest verteilt sich auf die Kantone Nevers-1,  Nevers-3 und Nevers-4.